# Marieke van Drogenbroek
Maria (Marieke) van Drogenbroek (Utrecht, 16 december 1964) is een Nederlands roeister. Zij nam eenmaal deel aan de Olympische Spelen en won bij die gelegenheid een bronzen medaille.
In 1982 won ze een bronzen medaille op het WK junioren bij de dubbel vier. Twee jaar later nam ze op 19-jarige leeftijd als scholiere deel aan de Spelen van Los Angeles. De roeiwedstrijden werden daar gehouden op Lake Casitas. Ze kwam hierbij uit op de roeionderdelen vier met stuurvrouw en acht met stuurvrouw. Bij de vier met stuurvrouw werd ze vijfde en bij de acht met stuurvrouw won ze een bronzen medaille. Met een tijd van 3.02,92 eindigde de Nederlandse acht met stuurvrouw achter de Verenigde Staten (goud; 2.59,80) en Roemenië (zilver; 3.00,87).
Ze was in haar actieve tijd aangesloten bij de Utrechtse studentenroeivereniging Orca.

## Palmares

### Roeien (skiff)
- 1987: 8e WK - 9.37,03

### Roeien (dubbel vier)
- 1982:  WK junioren - 3.27,40

### Roeien (vier met stuurvrouw)
- 1984: 5e OS - 3.23,97

### Roeien (acht met stuurvrouw)
- 1984:  OS - 3.02,92

Catalien Neelissen · 
Anne-Marie Quist · 
Wiljon Vaandrager · 
Marieke van Drogenbroek · 
Marty Laurijsen (stuurvrouw)
Lynda Cornet · 
Marieke van Drogenbroek · 
Harriet van Ettekoven · 
Greet Hellemans · 
Nicolette Hellemans · 
Catalien Neelissen · 
Anne-Marie Quist · 
Wiljon Vaandrager · 
Marty Laurijsen (stuurvrouw)